# Isla Tenasserim
Isla Tenasserim (también escrito Tanangthayi Kyun o Isla Tennaserim) es una isla en el archipiélago de Mergui, en Birmania (Myanmar). Se encuentra en el extremo noroeste del archipiélago a 15 km al sur de la isla Kabosa. El pico Tenasserim es el punto más alto de esta isla escarpada con 494 m de altura. Es una isla de 10 km de largo, de forma irregular y con un bosque denso.